# Agriculture en Lituanie

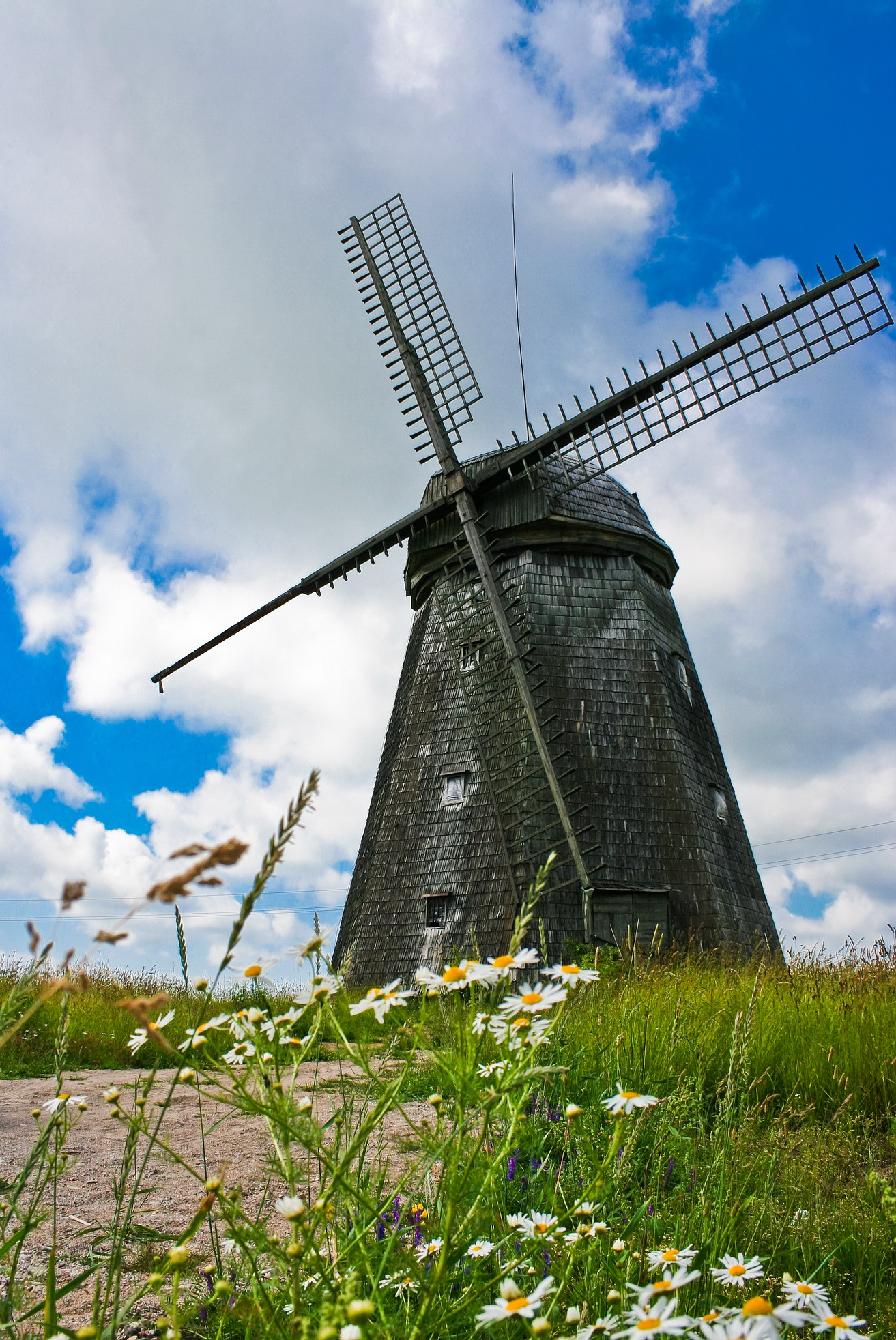
Un moulin lituanien

L'agriculture de la Lituanie a, comme toutes les économies des anciennes républiques soviétiques, connu ces dernières années d'importantes restructurations. Une réforme agraire a été lancée dans les années 1990, alors même que le pays connaissait une importante baisse de sa production. La production agricole actuelle de la Lituanie, est centrée autour du lait, du blé, du seigle, de l'orge, de la betterave sucrière, et de la pomme de terre. Ses exportations sont essentiellement tournées vers la Russie avec pour principaux produits exportés le fromage, le poisson, le lait et le beurre.
Les régions de Haute Lituanie et de Sudovie se sont spécialisées dans les cultures céréalières et de betterave à sucre. Ces régions sont souvent occupées par des exploitations aux larges parcellaires. La région de Samogitie s'est spécialisée dans la production laitière avec un parcellaire plus resserré. Les régions de Dzūkija et autour de Klaipėda se caractérisent par la présence de lopins de terres et d'agriculture tournée vers l'autoconsommation.

## Histoire
L'apparition de l'agriculture en Lituanie remonte à la période néolithique, entre environ 3000 et 1000 av J-C. Cette pratique est alors limitée à une culture sur brulis de par le faible outillage et l'absence de sophistication agronomique. L'utilisation d'animaux domestiques est seulement observée au cours de l'âge du bronze et elle ne s'est généralisée qu'au cours de l'âge du fer. 
La culture du blé et du seigle sont introduites dans la région au Ier siècle av. J.-C.. L'orge est probablement apparue au IIe siècle av. J.-C., alors que la pomme de terre n'est arrivée dans la région qu'à la fin du XVIIIe siècle. Bien que la Lituanie a subi d'importantes famines en 1719-1724, en 1850 et en 1867-68, le pays est généralement autosuffisant et exporte une partie de sa production. 

### XXesiècle
En 1922, une réforme agraire est mise en place pour élargir la propriété agricole à plus 65 000 personnes et pour lutter contre la rente agricole nobiliaire. Les exportations de la Lituanie sont encore essentiellement agricoles jusqu'en 1940. L'agriculture lituanienne a été collectivisée pendant les premières années de l'ère soviétique. Comme dans les autres républiques soviétiques, environ un tiers de la production agricole provenait de parcelles de terrains privés de faible taille avec 0,6 ha en moyenne et non pas des exploitations de types kolkhozes ou sovkhozes. La production agricole lituanienne était assez élevée pour permettre l'exportation d'environ 50 % de la production totale, l'agriculture de la Lituanie était spécialisée dans les secteurs de la production laitière et de viandes, mais le pays était importateur de céréales fourragères ainsi que d'intrants agricoles.

### La réforme agraire
D'importantes réformes sont introduites au début des années 1990 pour restituer et privatiser les parcelles collectives. Ces réformes sont marquées par trois principales initiatives gouvernementales :
- La réforme agraire a débuté par la loi du 18 juin 1991, qui a permis la restitution de terres collectivisées dans les années 1940, à leur ancien propriétaire ou à leurs héritiers. La superficie maximum de restitution par personne est de 80 ha de terres ou 50 ha de terres agricoles. En 2002, 556 692 propriétaires de 2,7 millions d'hectares de terres agricoles ont bénéficié de cette restitution. Cette superficie représente près de la moitié de la superficie agricole de la Lituanie.
- La privatisation des 1250 kolkhozes ou sovkhozes a débuté avec la loi du 30 juillet 1991, qui permettait le transfert de propriété vers les salariés et les retraités de ces exploitations collectives, au prorata de leur nombre d'années de travail. Cette privatisation a donné lieu ainsi à 4276 associations agricoles[1] et à 576 sociétés à responsabilité limitée ou par actions, qui réunissaient les anciens travailleurs des kolkhozes ou sovkhozes. Au fil des années 1990, le nombre de ces associations agricoles ou sociétales a diminué au profit d'exploitations familiales ou individuelles.
- En plus de ces deux réformes, les ménages ruraux et les propriétaires de lopins de terre ne bénéficiant pas des mesures de restitution ou de privatisation précédentes ont reçu en usufruit 3 hectares de terres.

Le secteur agricole représente 24 % du PIB en 1992 et emploie 19 % de la population active. En 1992, environ 48 % des terres arables sont utilisés pour les céréales, 41 % pour les cultures fourragères, 5 % pour les pommes de terre, et 3 % pour le lin et la betterave sucrière. Les cultures ont ainsi représenté un tiers (tandis que l'élevage les deux tiers) de la valeur totale de la production agricole. 
Bien que la Lituanie a réussi à privatiser davantage de terres agricoles que l'Estonie ou la Lettonie, la production agricole a diminué de plus de 50 % de 1989 à 1994. La part de l'agriculture dans le PIB n'était plus que de 6,7 % en 1994 notamment à cause d'une grave sécheresse qui a fortement touché la production agricole. Les autres causes de cette diminution sont principalement:
- La chute de la consommation intérieure et de la consommation de la CEI,
- Une diminution des subventions agricoles,
- La perte des marchés d'exportations vers les anciennes républiques soviétiques,
- La hausse des coûts des intrants provenant auparavant d'URSS,
- l'adaptation à la réforme agraire.

De 1994 à 2000, l'État lituanien adopte une politique interventionniste en matière agricole, il fixe des prix minimums garantis, subventionne les exportations et les stocks des productions excédentaires et il protège le marché intérieur. La part de l'agriculture est par la suite remontée à 8,5 % en 1995 et à 10,4 % en 1996. En 1996, 962 000 hectares étaient occupés par des sociétés agricoles, 958 000 hectares par des exploitations indépendantes et 833 000 hectares par des lopins de terre. La privatisation des terres et la réorganisation du système d'économie agricole se poursuivant, le nombre de sociétés agricoles et de lopins a diminué tandis que le nombre et la taille des exploitations indépendantes augmente.
En 2000, environ 60 % de la superficie cultivée était exploitée par 200 000 exploitations familiales ou individuelles ayant une superficie moyenne de 8,8 hectares. Ce changement de structure agraire a pu cependant entraîner une certaine dispersion des terres n'ayant pas la taille critique pour s'adapter au marché et aux prix européens.
Au recensement agricole de 2003, il y avait 271 500 exploitations familiales de plus de 1 hectare, ayant une superficie moyenne de 8,8 hectares et 362 657 exploitations de moins de 1 hectare. Ces exploitations familiales ou individuelles détenaient 88 % des terres cultivés du pays. Il existait en outre 610 entreprises agricoles qui produisaient environ 78 % des œufs, 46 % de la viande, 11 % du lait et 18 % des produits végétaux.
En janvier 2003, un amendement de la constitution lituanienne permet la vente de terres aux étrangers et aux personnes morales. Une loi est de plus votée pour limiter la superficie maximale des exploitations agricoles, à 300 hectares pour les exploitations individuelles et à 2 000 hectares pour les personnes morales.

## Production actuelle

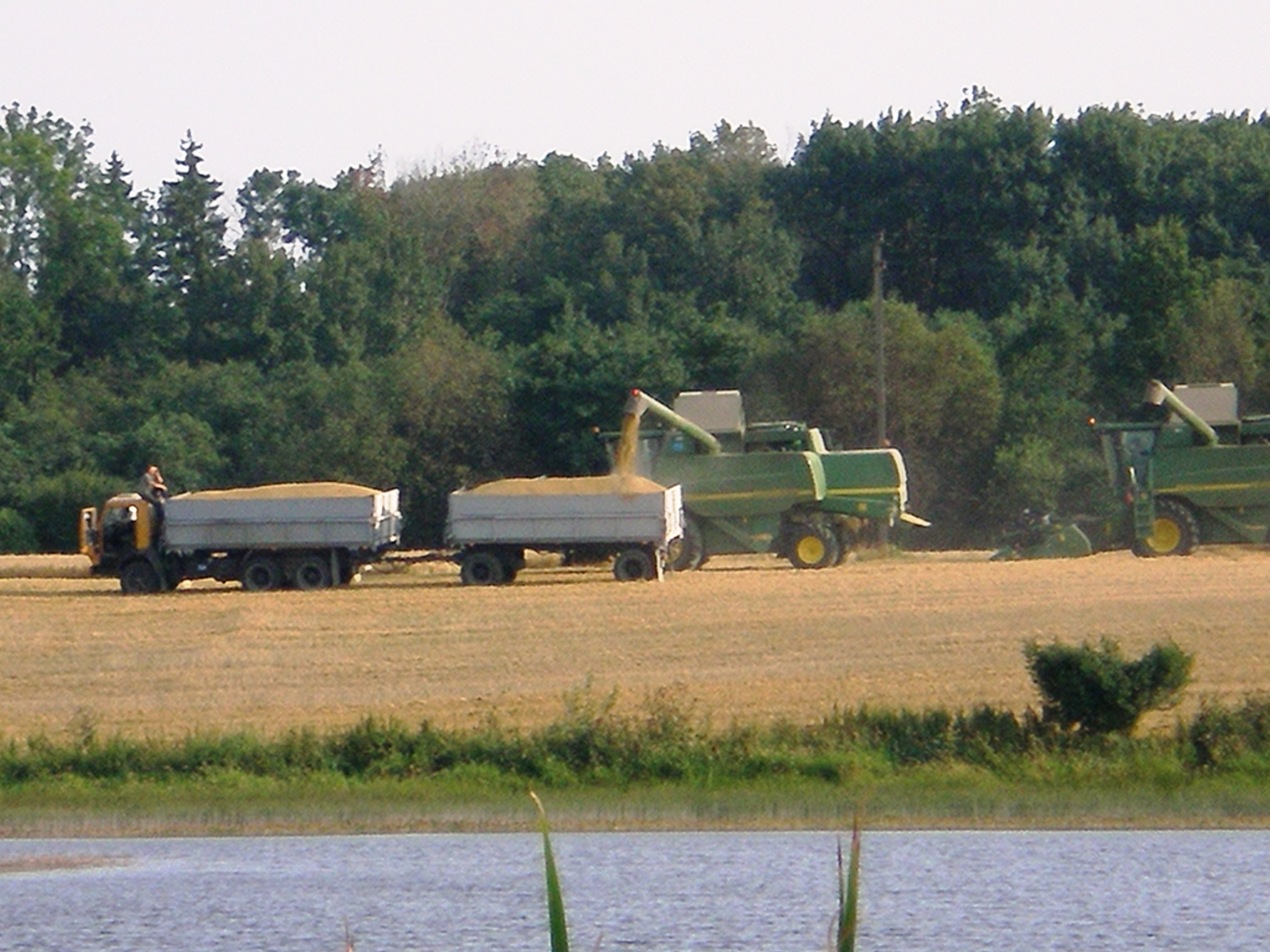
Récolte en Lituanie

En 2004, le secteur agricole en Lituanie emploie environ 227 000 personnes, il a contribué à environ 6 % de son PIB et occupe environ 35 000 km2 mais avec environ 9 000 km2 de friches abandonnées. En 2001, les principales cultures sont les pommes de terre avec 1 054 000 tonnes, l'orge avec 776 200 tonnes, le blé avec 1 076 300 tonnes, la betterave sucrière avec 881 000 tonnes, le seigle avec 231 100 tonnes, les légumineuses avec 52 200 tonnes, et le colza avec 64 800 tonnes. Environ 46 % de sa superficie a été consacrée aux cultures et aux pâturages. La production laitière est aussi très importantes, elle représente à elle seule près d'un tiers de la production agro-alimentaires de la Lituanie.
La forêt occupe près d'un tiers des terres lituaniennes. L'industrie sylvicole est prépondérante dans l'économie nationale. Le bois et ses produits dérivés représentent près de 10 % de la valeur totale des exportations.

### Agriculture biologique
Selon un rapport de l'USDA en 2006, l'agriculture biologique en Lituanie est en pleine expansion et pourrait représenter jusqu'à 15 % de la superficie agricole en 2015. En 2005, environ 1 807 exploitations ont été certifiées biologiques en Lituanie, avec une taille moyenne de 0,39 km2. En 2005, les superficies agricoles des terres certifiées biologiques sont de 703 km2, soit environ 1,5 % de la superficie agricole totale. 
La taille moyenne de la ferme biologique lituanienne est environ quatre fois plus grande que la taille de l'exploitation conventionnelle moyenne. La plus grande ferme biologique est de 7 km2. L'arboriculture est la production qui connait la plus forte croissance actuellement dans l'agriculture biologique lituanienne. 

## Politique agricole
En 1999, le Seimas de Lituanie a adopté une loi sur la sécurité des produits, et en 2000, il a adopté une loi sur l'alimentation. L'adhésion de la Lituanie à l'Union européenne en 2004 a obligé le pays à s'aligner sur des normes sanitaires, et de sécurité alimentaire plus strictes. Malgré les marges de manœuvres laissées aux États membres leur permettant de relâcher ces contraintes pour les petites fermes ou la vente de petites quantités dans les circuits courts alimentaires, les autorités lituaniennes s'en sont tenues jusque vers 2008 à une application systématique des normes de l'Union Européenne. Mais depuis 2008, plusieurs ajustements ont été apportés et semblent annoncer un nouveau rapport avec les normes d'hygiène et de sécurité des produits alimentaires en Lituanie . 

### Sources
- (en) Cet article est partiellement ou en totalité issu de l’article de Wikipédia en anglais intitulé « Agriculture in Lithuania » (voir la liste des auteurs).
- Jurgita Maciulyte, « La recomposition de l'espace rural lituanien dans la perspective de l'intégration européenne », Annales de Géographie, vol. 113, no 636,‎ 2004, p. 188-210 (lire en ligne)
- Marie-Claude Maurel (dir.) et Guillaume Lacquement (dir.), Agriculture et ruralité en Europe centrale, Montreuil, CEFRES, coll. « Aux lieux d'être », septembre 2007, 164 p. (ISBN 978-2-916063-53-9)
- Statistiques de 2005 de la FAO
- Commission européenne : Situation agricole et perspectives des pays d'Europe centrale
- Rapport du sénat de 1998 sur la Lituanie
- L'agriculture de la Lituanie